# 160 Una
Una /ˈjuːnə/ (định danh hành tinh vi hình: 160 Una) là một tiểu hành tinh khá lớn và tối ở vành đai chính. Ngày 20 tháng 2 năm 1876, nhà thiên văn học người Mỹ gốc Đức Christian H. F. Peters phát hiện tiểu hành tinh Una khi ông thực hiện quan sát tại Đài quan sát Litchfield thuộc Đại học Hamilton ở Clinton, New York, Hoa Kỳ và đặt tên nó theo tên nhân vật trong thiên sử thi The Faerie Queene của Edmund Spenser (1590).